# Overnight Delivery
Overnight Delivery (no Brasil, Entrega a Domicílio; em Portugal, Direito por Encomenda) é um filme estadunidense de 1998, uma comédia romântica dirigida por Jason Bloom. Foi lançado diretamente em vídeo. Apresentou Reese Witherspoon e Paul Rudd e Christine Taylor.

## Sinopse
Wyatt Trips (Paul Rudd) é um estudante da Twin Cities College, Minneapolis, Minnesota. Ele está em um relacionamento de longa distância com sua namorada do ensino médio, Kimberly Jasney (Christine Taylor), que atualmente é estudante da Universidade de Memphis. Wyatt ama Kim, apesar de nunca terem consumado seu amor.
Um dia, quando Wyatt liga para Kim, a resposta de sua colega de quarto o leva a acreditar que Kim o está traindo com um cara chamado Ricker. De coração partido, ele vai a um clube de strip, fica bêbado e se familiariza com uma das dançarinas eróticas do clube, Ivy Miller (Reese Witherspoon). Ela sugere a Wyatt que ele termine com Kim, enviando-lhe uma carta contundente e uma foto de topless de si mesma com Ivy. Wyatt cumpre enviando o pacote através do Global Express, um serviço de entrega durante a noite.
Na manhã seguinte, Kim telefona para Wyatt alegando que Ricker é um cachorro que ela tem. Lamentando suas ações, ele percebe que tem 24 horas para recuperar o pacote antes que ele chegue a ela. Wyatt e Ivy vão ao escritório da Global Express, onde, por acaso, encontram uma colega de classe maldosa de Wyatt (Sarah Silverman) que se recusa a ajudá-los. Wyatt tenta convencer o encarregado pela entrega (Larry Drake) a entregar o pacote, mas ele acha que Wyatt é um espião da empresa e se recusa a quebrar as regras.
Wyatt compra uma passagem aérea para Memphis, mas seu co-passageiro acaba sendo um serial killer, John Dwayne Beezly (Tobin Bell), que o faz refém. Wyatt escapa e encontra Ivy na estrada. Temendo que, se voltasse ao aeroporto, o FBI o interrogasse e ele não chegaria a Memphis a tempo, ele implora a Ivy que o dirija até o fim. Eles acontecem no caminhão de entrega da Global Express em um posto de gasolina. Wyatt entra no caminhão e localiza o pacote, mas o caminhão sai inesperadamente. Ivy persegue, mas apesar de seus esforços, eles não conseguem recuperar o pacote.
Na próxima parada, Des Moines, Iowa, funcionários do aeroporto não permitem que Wyatt embarque no voo de conexão. Então eles decidem viajar para St. Louis, Missouri para embarcar em outro voo de conexão. No caminho para St. Louis, eles têm uma discussão que leva a um acidente de carro que acaba com o veículo caindo no rio. Eles jantam em um restaurante de cowboys e tentam pagar, mas são presos. Depois de pagar a fiança, eles são liberados e mais uma vez acontecem de encontrarem o caminhão de entrega do lado de fora de um restaurante. Enquanto o motorista está jantando, Wyatt decide esvaziar o tanque de gasolina do caminhão para prendê-lo, mas uma bituca de cigarro arremessada ataca o gás e faz com que o caminhão exploda. Mas mesmo isso não impede o motorista (que está claramente acima do limite agora) e ele vai embora. Wyatt e Ivy, em seguida, roubam o carro de um bêbado e dirigem para o campus de Kim.
Depois de se despedir de Ivy, Wyatt persegue o motorista e o impede a tempo. Mas depois de conhecer Kim, Wyatt de repente percebe que ama Ivy e não Kim. Depois de terminar com ela, ele encontra outro cara que está usando o mesmo tipo de medalhão que Kim deu a ele há muito tempo. Wyatt supõe corretamente que o cara não é outro senão Ricker e Kim estava traindo ele afinal. Ele permite que o motorista entregue o pacote e confessa seu amor a Ivy, que o beija apaixonadamente.

## Elenco
- Paul Rudd - Wyatt Trips
- Reese Witherspoon - Ivy Miller
- Christine Taylor - Kimberly Jasney
- Larry Drake - Hal Ipswich
- Sarah Silverman - Turran
- Stephen Yoakam - o líder da SWAT
- Tobin Bell - John Dwayne Beezly/Killer Beez
- Buff Sedlackek - o professor
- Richard Cody - o fazendeiro
- Tim Mcniff - o âncora de TV
- Christie Ellis - Didi
- Alex DelPriore - George
- Nathan Frenzel - o garçom cantor
- Matt Klemp - Ricker
- Maria Manthei - figurante
- Marcus Anderson - figurante

## Produção

### Roteiro
O filme foi escrito por Marc Sedaka , Steven Bloom. Kevin Smith trabalhou em um rascunho inicial do roteiro, embora tenha decidido remover seu nome do produto final. O filme foi dirigido por Jason Bloom; esse foi seu segundo filme, o primeiro foi Bio-Dome. Os produtores incluem Roger Birbaum e Bradley Tenkel, e as empresas produtoras são a MPCA e Caravan Pictures. O filme custou US$10 milhões para produzir e US$10 milhões extras foram gastos em publicidade. O filme dura aproximadamente 87 minutos.

## Filmagem
O filme inteiro foi filmado na Região Metropolitana de Minneapolis-Saint Paul de Minnesota. Cenas externas foram filmadas em Minneapolis, Saint Paul e Minnesota rural. O filme incluía pontos de referência como a boate Ground Zero, usada como clube de strip, o centro de convenções de Minneapolis como o aeroporto, a Stillwater Lift Bridge e a Universidade de St. Thomas como a Universidade de Memphis. O Embassy Suites Downtown St. Paul foi usado como dormitório da Universidade de Memphis.

## Elenco
Joey Lauren Adams originalmente iria rejeitar seu papel em Chasing Amy para interpretar Ivy em Overnight Delivery, mas ela perdeu o papel para Reese Witherspoon. Kevin Smith - namorado de Adams na época - tem um rancor documentado contra Witherspoon e citou um boato durante as filmagens do filme.

## Recepção
Rotten Tomatoes dá a este filme 43%, com uma média de 4.9 de 10, o que é considerado uma crítica "podre".
Neal Justin, do Star Tribune, teve uma opinião negativa do filme. Segundo ele, no que deveria ter sido um bom filme produzido em Minnesota, Overnight Delivery se perde em um roteiro indigno. Ele afirma que todos os elementos certos estavam presentes e responsabiliza a má escrita e a produção inexperiente.
Rebecca Murray, escrevendo para o About.com, discordou e deu a Overnight Delivery uma avaliação mais positiva. Ela afirmou que o filme não recebeu a atenção que merecia, indo direto para vídeo, e deveria ter recebido um plano melhor.